# Turmharu (vid Utö, Korpo)
Turmharu är en ö i Finland. Den ligger i Skärgårdshavet och i kommunen Pargas i den ekonomiska regionen  Åboland i landskapet Egentliga Finland, i den sydvästra delen av landet. Ön ligger omkring 84 kilometer sydväst om Åbo och omkring 200 kilometer väster om Helsingfors. Turmharu ligger 8 meter över havet.
Öns area är 1,8 hektar och dess största längd är 240 meter i nord-sydlig riktning.